# Erraguntla
Erraguntla är en ort i Indien.   Den ligger i distriktet Cuddapah och delstaten Andhra Pradesh, i den södra delen av landet, 1 600 km söder om huvudstaden New Delhi. Erraguntla ligger 169 meter över havet och antalet invånare är 27 874.
Terrängen runt Erraguntla är platt, och sluttar österut. Runt Erraguntla är det ganska tätbefolkat, med 172 invånare per kvadratkilometer. Närmaste större samhälle är Proddatur, 12,4 km norr om Erraguntla. Omgivningarna runt Erraguntla är en mosaik av jordbruksmark och naturlig växtlighet.